# ブラインド・チーズ

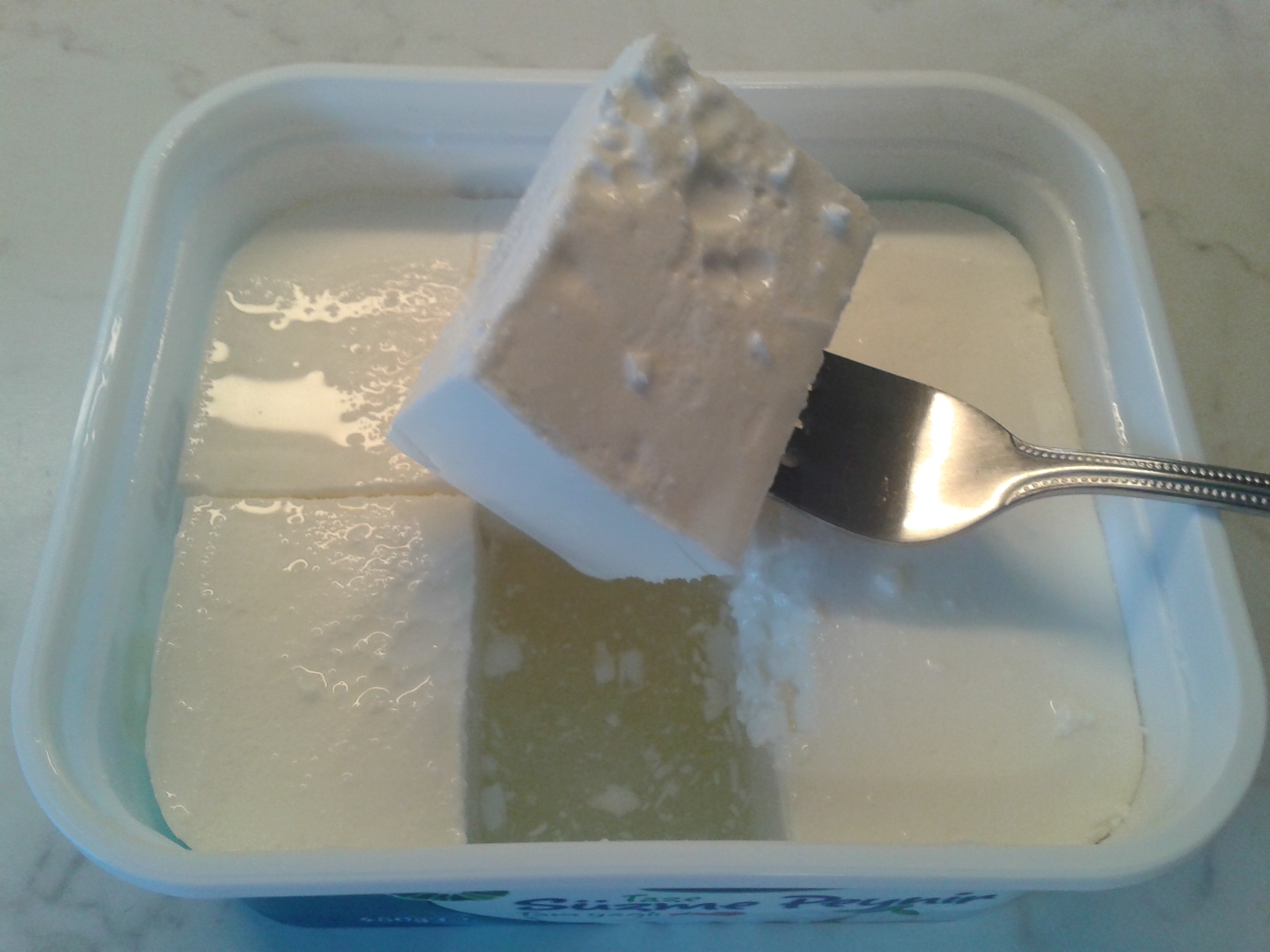
トルコのホワイト・ブラインド・チーズ、ベヤズ・ペイニル

ブラインド・チーズ（英語: brined cheese、white-brined、ホワイト・ブラインド）、または種類によっては時としてピクルド・チーズ（英語: pickled cheese）は、食塩水（ブライン）に漬けて加塩および熟成させたチーズのことである。現代に世界中で食されている多くのチーズの祖先であるかもしれないと考えられている。

## 概要

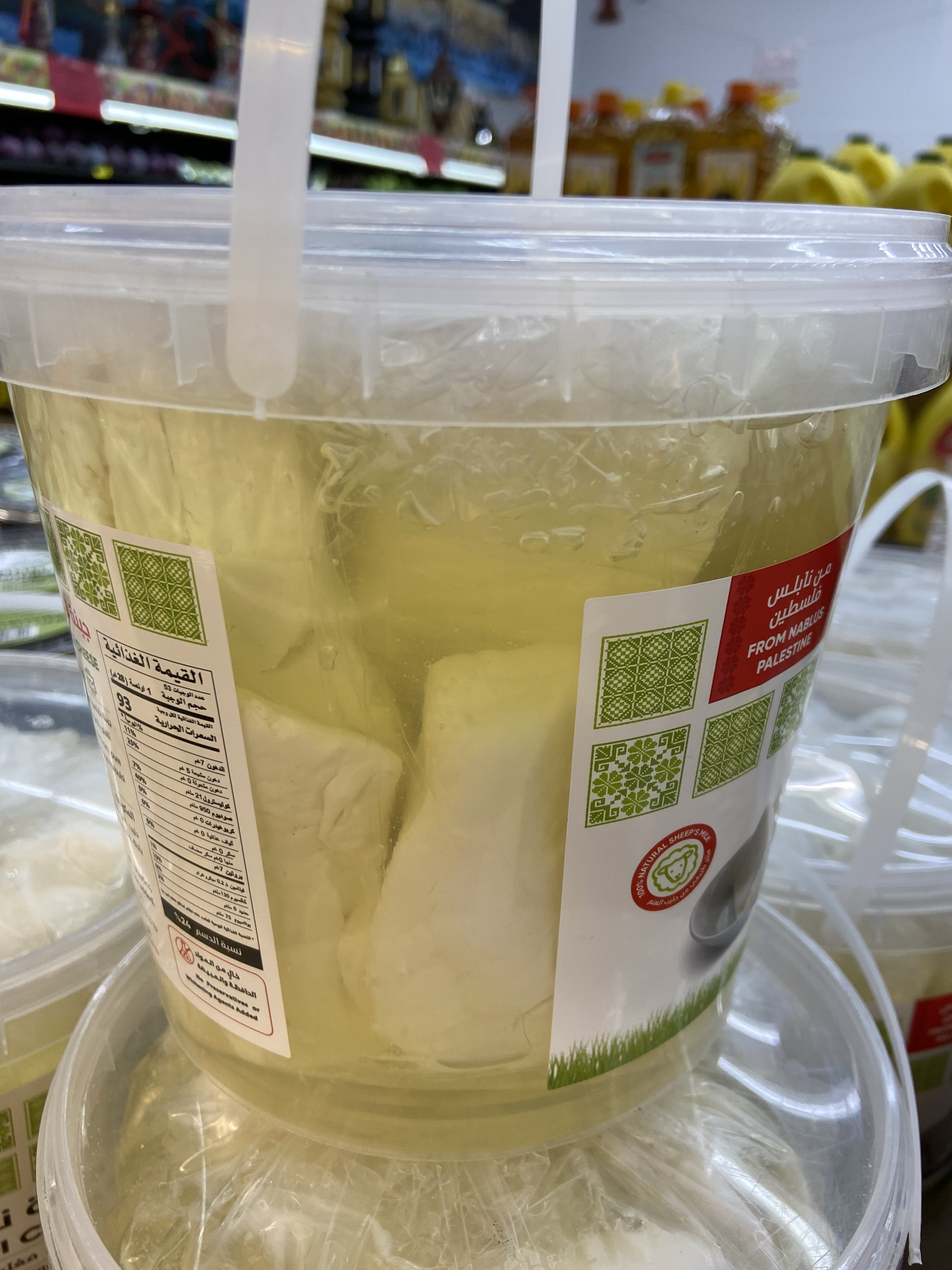
食塩水（ブライン）に浸けられた状態で、常温で販売されるナーブルスチーズ

ブラインド・チーズは、密閉または半透過性容器の中で10から18パーセントの食塩水（ブライン）に浸して加塩および熟成させたチーズのことで、この工程によりチーズは良い安定性を保ち、温暖な気候でも細菌の繁殖を抑制することができる。また、多くの場合において伝統的製法のものは冷蔵保存を必要としなかった。また、水の代わりにホエイに塩を加えた溶液に浸したものもある。
ブラインド・チーズはソフトなものからハードなものがあり、使用する乳の種類によって水分含有量や色、風味が異なる。ただし、ほとんど全てがリンドレス（表皮無し）で、一般的に若い状態ではすっきりとした塩辛さと酸味があり、熟成するとピリッとした辛味が出る。ほとんどがホワイト・チーズである。
食塩水はその他のチーズ、特にウォッシュド・リンド・チーズの製造にも使用されるが、このブラインド・チーズという用語は、食塩水に浸した状態で熟成させるチーズのみに使用される。

## 歴史と地域
ブラインド・チーズの起源は現代では中東および地中海沿岸と呼ばれる地帯で、約8,000年から9,000前に作られたのが始まりだと考えられている。もともとは家庭内や小さな職人工房で手作りされていた。現代ではフェタのように大量に工場生産されているものや、少量で生産され地元のみで消費されているものもあり、世界で1,000種以上のブラインド・チーズが存在する。生産は、地中海に接するか、東ヨーロッパ及びバルカン半島に位置する15カ国以上で行われている。

## 原料
ブラインド・チーズは伝統的に羊乳、山羊乳、そして水乳牛から作られる。これらの乳を生産する羊、山羊、水牛たちは、牛と違ってβカロチンを体内で無色のビタミンAに変換することから、その乳から作られるチーズは白いのが特徴である。よってブラインド・チーズがホワイト・チーズと呼ばれるゆえんである。現代では牛乳や、食感が変わるものの限外濾過牛乳も用いられる。

## 日本語での呼称
日本語では、過去分詞の前置修飾をカナ表記する際に、現在形（原形）が使用されedが欠落することがあり（例：iced coffeeをアイスト・コーヒーではなくアイス・コーヒーと表記）、ブライン・チーズという表記のほか、ホワイト・チーズであることからホワイト・ブラインド・チーズ、ホワイトブラインチーズ、白ブラインチーズ、白塩水チーズなどの機械翻訳の表記がみられる。

## 一覧
ブラインド・チーズは、中東および地中海地域で広く製造され、食べられている。

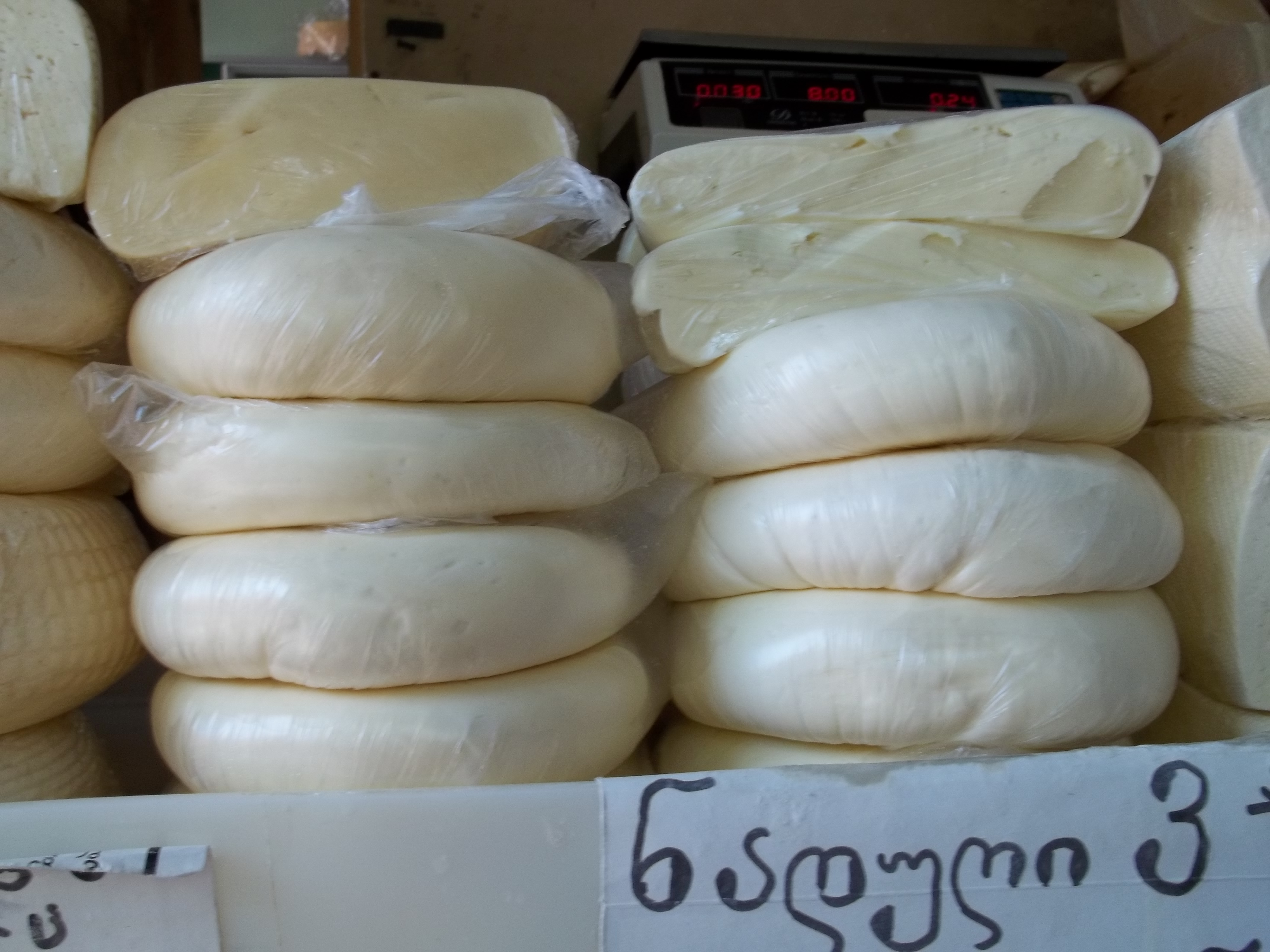
棚に積み上げられているジョージアのホワイト・ブラインド・チーズ、スルグニ

ブラインド・チーズは以下のものを含む:
- アッカウィ（英語版） (レバント)[1]
- アリーシュ（英語版） (エジプト)
- バルカンスキー・スィール（英語版） (チェコおよびスロバキア)
- ブリンザ（英語版） (ルーマニア、セルビア、スロバキア、ウクライナ、ロシア)[1]
- チェチル（英語版） (アルメニア)
- ツェリン・ビット（英語版） (ブルガリア)
- ドミアティ（英語版） (エジプト)[1]
- フェタ (ギリシャ)[1]
- ジュベイナ (マルタ)
- ハルーミ (キプロス)[1]
- ハルーミ (エジプト)
- リグヴァン（英語版） (イラン)[1]
- メッシュ (エジプト)[7] - 現代でも食されている発酵も行う白くない古代チーズ
- Mujaddal（英語版） (シリア)[1]
- ナーブルシ (パレスチナ)
- シレネ (ブルガリア)[1]
- スルグニ（英語版） (ジョージア)
- テレメア (ルーマニア、ギリシャ)[1]
- ベヤズ・ペイニル（英語版） (トルコ)[1][8]
- ツファット（英語版） (イスラエル)